# Хаусслер, Хайнрих
Хайнрих Хаусслер (англ. Heinrich Haussler; род. 25 февраля 1984, Инверелл, Австралия) — австралийский профессиональный велогонщик немецкого происхождения. Профессионал с 2005 года. Является спринтером, умеющим хорошо ездить классические велогонки. Чемпион Австралии в групповой гонке 2015 года.

## Достижения
2005
Вуэльта Испании — этап 19
2006
Тур Рейнланд-Пфальца — этап 3
Вуэльта Мурсии — этапы 1 и 5
Франко-бельгийский круг — этапы 2 и 4
2007
Тур Нижней Саксонии — этап 5
Критериум Дофине — этап 1
2008
Тур Баварии — этап 1
2009
Тур де Франс — этап 13
Вольта Алгарви — этапы 1 и 5
Париж — Ницца — этап 2
Гран-при Триберга — Шварцвальда
Тур Пуату — Шаранты — этап 5
 Тур Катара — очковая и молодёжная классификации, 2-е место в общем зачёте
2010
Тур Швейцарии — этап 2
 Тур Катара — очковая классификация
2011
 Париж — Ницца — очковая классификация
 Тур Катара — этапы 2, 3, очковая классификация и 2-е место в общем зачёте
2013
Тур Баварии — этап 5
2015
 Чемпион Австралии в групповой гонке

## Статистика выступлений наГранд Турах
| Гранд Тур | 2005 | 2006 | 2007 | 2008 | 2009 | 2010 | 2011 | 2012 | 2013 | 2014 | 2015 | 2016 | 2017 | 2018 |
| --------- | ---- | ---- | ---- | ---- | ---- | ---- | ---- | ---- | ---- | ---- | ---- | ---- | ---- | ---- |
| Джиро     | —    | —    | —    | —    | —    | —    | —    | —    | —    | —    | 107  | 99   | —    | —    |
| Тур       | —    | —    | 128  | 124  | 94   | —    | —    | —    | —    | НФ   | —    | —    | —    | 125  |
| Вуэльта   | 53   | 92   | —    | сход | —    | —    | 103  | —    | —    | —    | —    | —    | —    | —    |